# Vårflodsparken
Vårflodsparken est un parc public situé dans le quartier d'Enskedefältet à Stockholm en Suède,,. 

## Description
Le parc est limité par Bägersta byväg, Estlandsgatan, Ålandsvägen et Livlandsgatan. 
Il mesure environ 600 mètres de long et entre 60 et 120 mètres de large.
Sa superficie est d'environ quatre hectares. 
Le parc est en grande partie herbeux et à l'extrémité nord-ouest se trouve une aire de jeux avec une pataugeoire ainsi qu'un terrain de jeux de balle et une cabane pour les enfants.

## Histoire
Enskedefältet était à l'origine le prolongement oriental d'Årstaflätet et une partie de la vallée fertile de Valla ås qui s'étendait de Sandsborgskyrkogården à l'est jusqu'à Årsta gård à l'ouest.
Le terrain qui appartenait au grand domaine d'Enskede Gård a été acquis en 1904 par la ville de Stockholm et l'urbanisation a commencé dans les années 1920. 
La zone a été planifiée selon un plan hippodaméen simple et symétrique avec le parc Vårflodsparken formant une bande de verdure au milieu, là où coulait autrefois la rivière Valla ås.
La construction du parc a commencé en 1929.

## Galerie

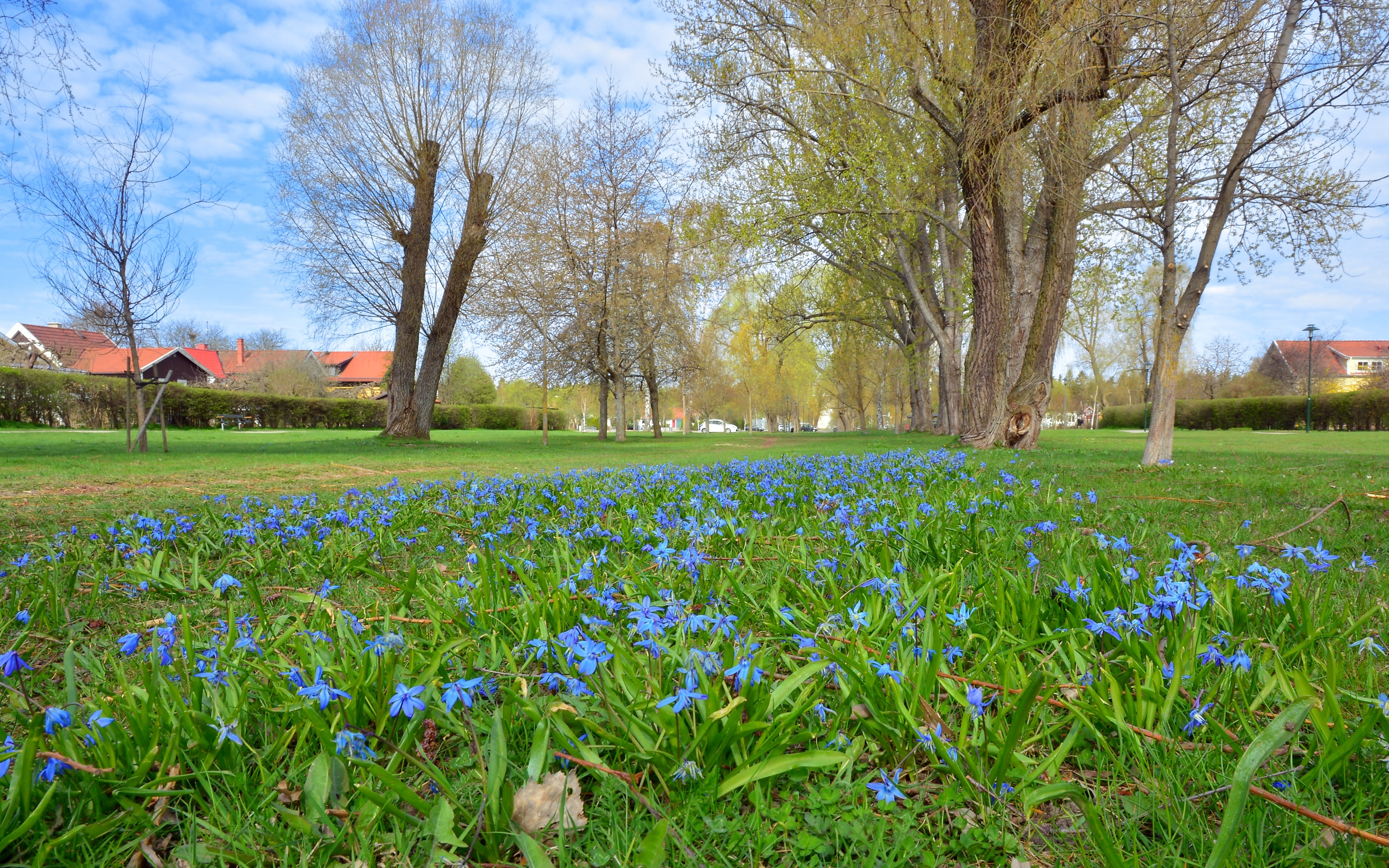
Scille de Sibérie dans le parc.
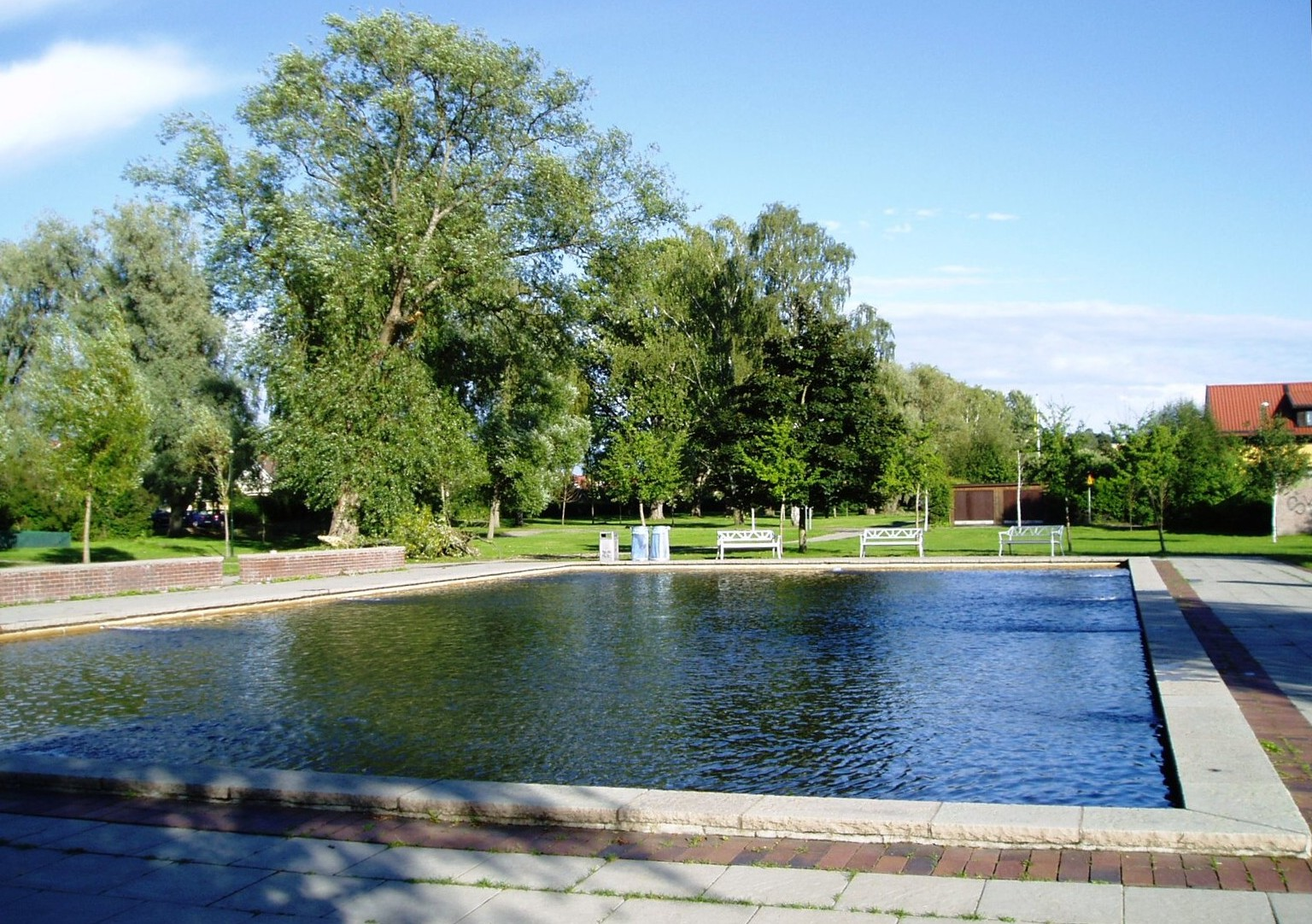
Le bassin de l'aire de jeux.
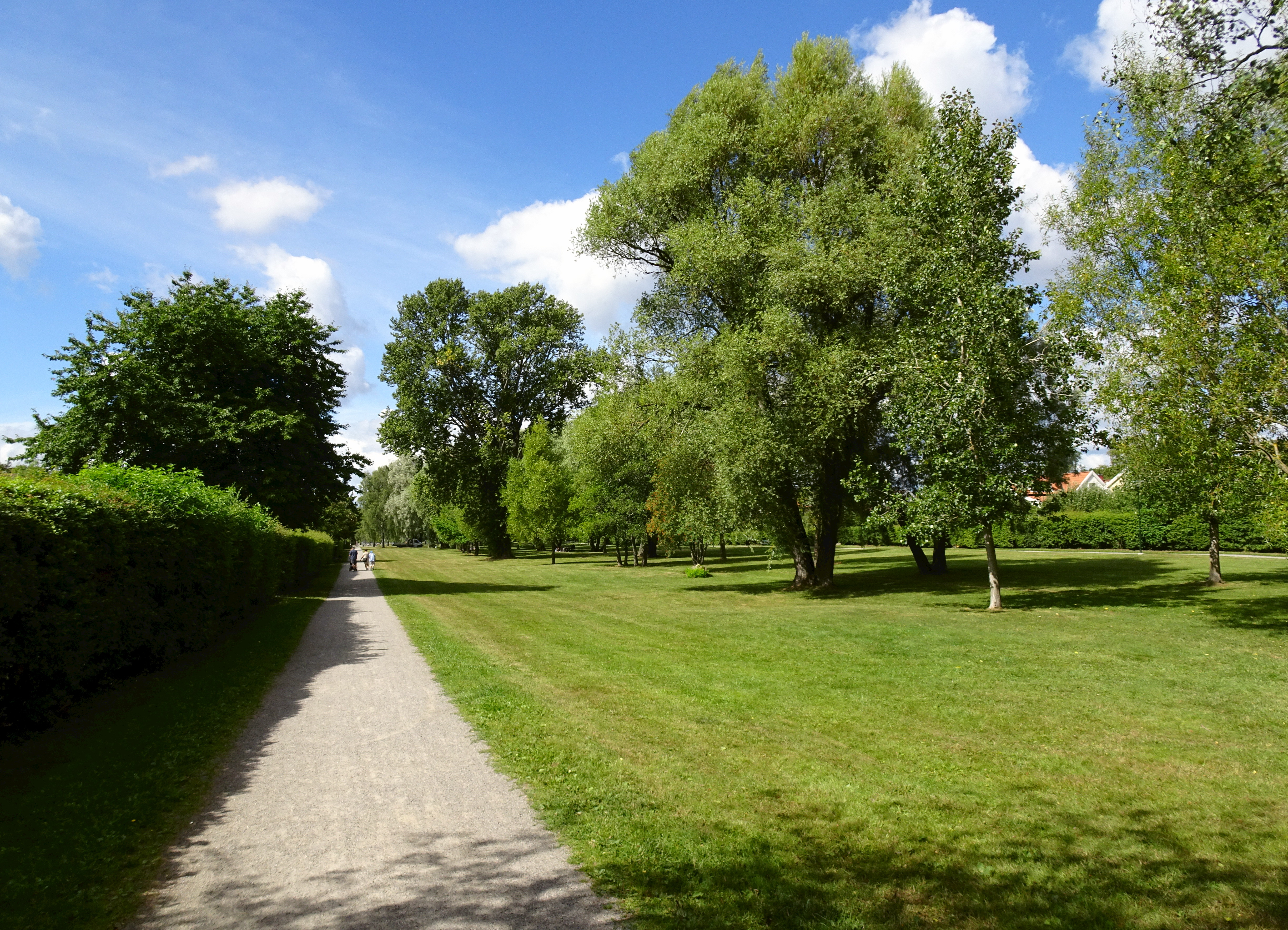
Vue du parc du sud-est au nord-ouest.
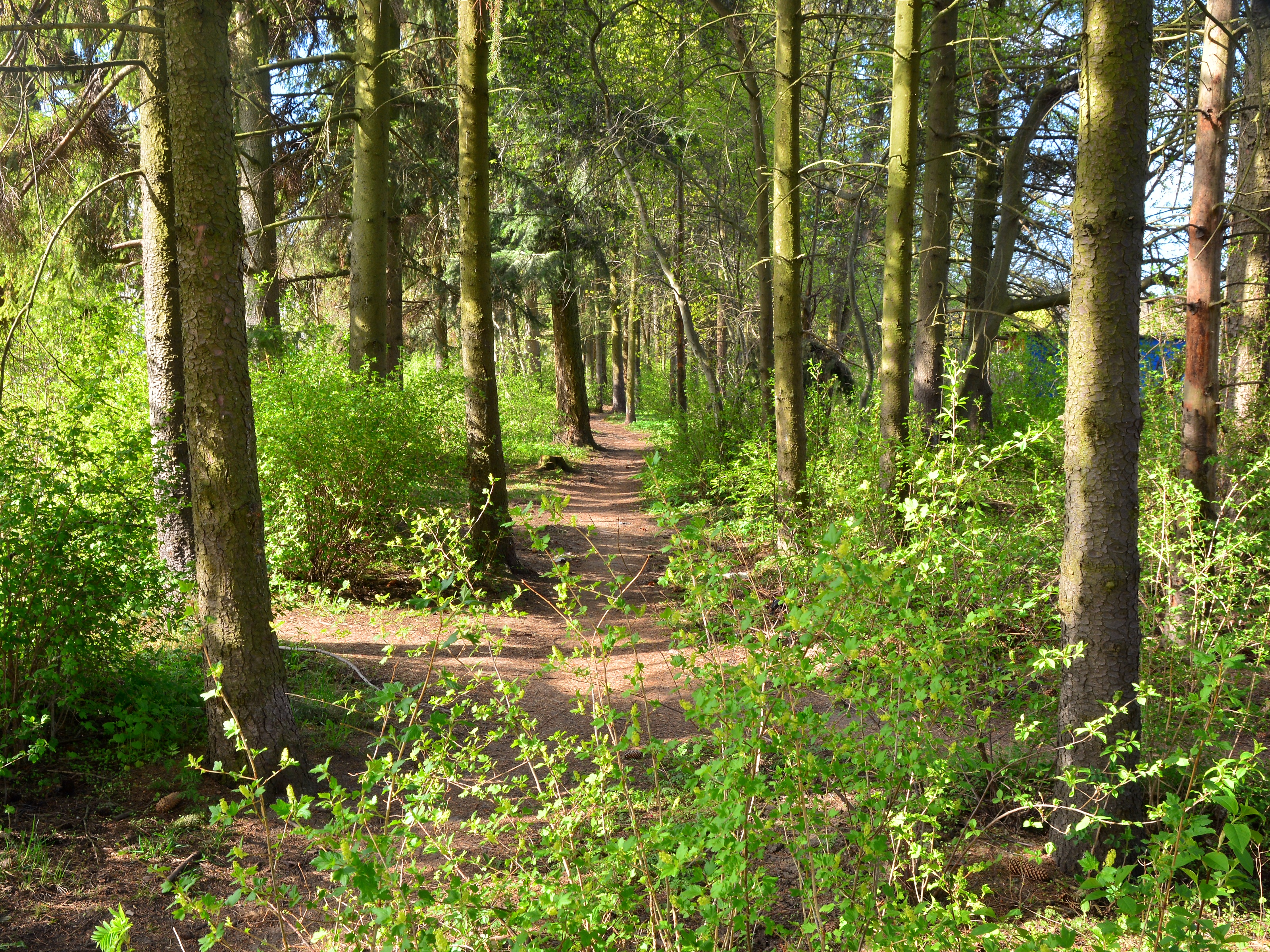
Le parc est séparé de Sockenvägen par une rangée d'épicéas.